# Reihenschluss (Pflanze)

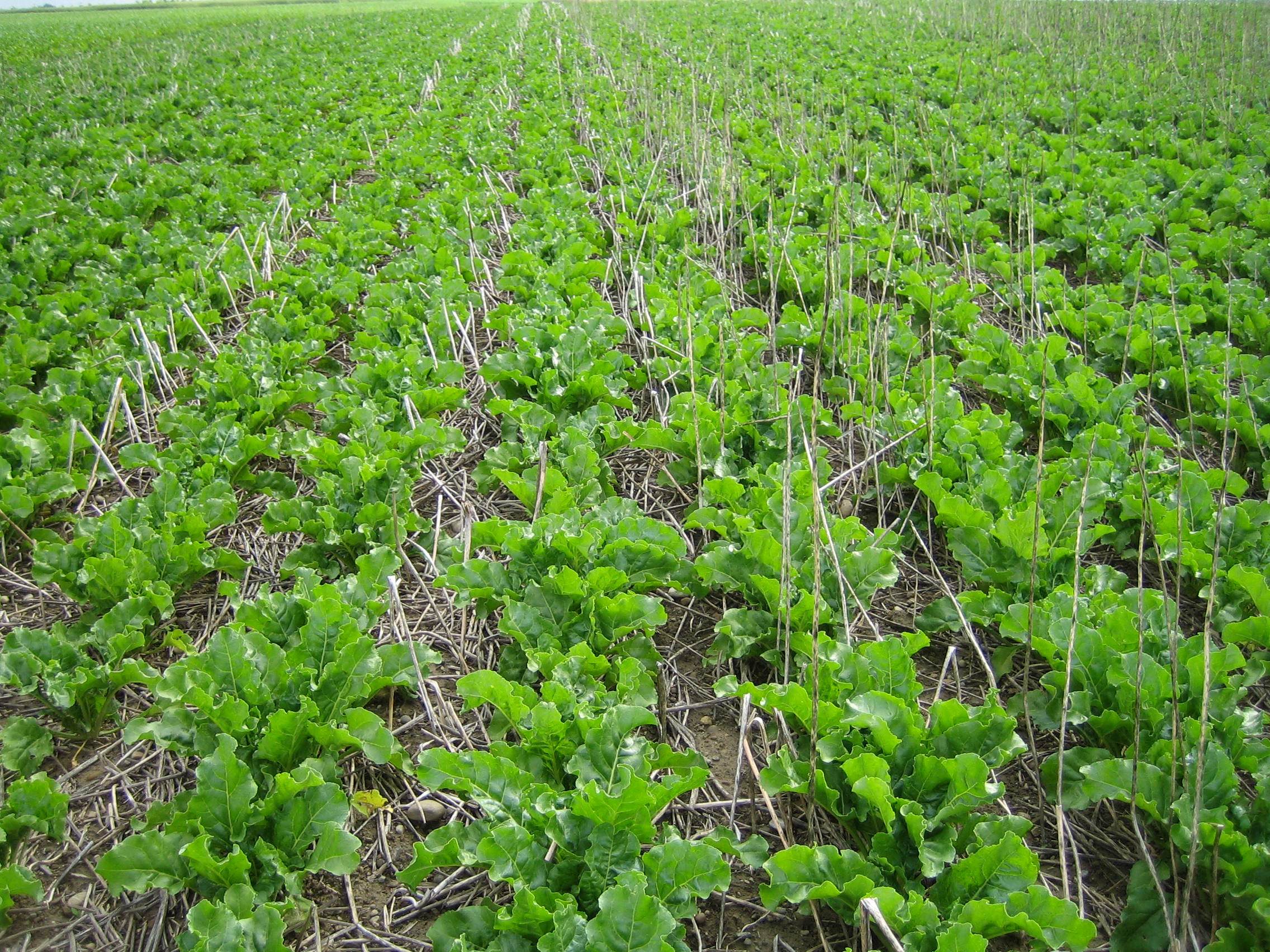
Zuckerrübenfeld kurz vor Reihenschluss

Reihenschluss bezeichnet einen Zeitpunkt, an dem die Kulturpflanzen aus den benachbarten Reihen den dazwischen befindlichen Raum überdecken.
Bei der Reihenkultur Zuckerrüben wurde als Zeitpunkt folgende Definition entwickelt: 
Der Reihenschluss ist in der Kalenderwoche, in welcher sich von mehr als 90 % der Pflanzen benachbarter Reihen Blätter berühren bzw. überlappen.
Der Reihenschluss liegt bei Rüben in einer Phase mit hohem Blattzuwachs, meist findet der Reihenschluss bei Rüben in Deutschland Mitte Juni statt. 

## Folgen
Ab Reihenschluss zeigen Kartoffeln eine relativ starke Unkraut unterdrückende Wirkung.
Der Zeitpunkt des Reihenschlusses ist für verschiedenste Maßnahmen von Bedeutung.
- So ist der Reihenschluss der Zeitpunkt, an dem zum ersten Mal eine Blattdüngung der Rüben mit Bor stattfinden sollte.[3]
- Durch die hohe Blattmasse kommt es zu einer Veränderung des Mikroklimas: Die Temperaturen im Bestand sind geringfügig gesenkt, und die Luftfeuchte leicht erhöht. Somit wird ab dem Reihenschluss das Auftreten von Cercospora beticola begünstigt.
- Bis zum Reihenschluss ist eine mechanische und chemische Bekämpfung von Unkräutern problemlos möglich[4] Später kommt es zu Beschädigungen der Kulturpflanzen. Beim Pflanzenschutz tritt Spritzschatten auf: Die Kulturpflanzen verdecken ganz oder teilweise die Unkräuter, so dass diese nicht bekämpft werden können. Durch das günstige Mikroklima kommt es dann zur Spätverunkrautung.
- Kurz vor Reihenschluss kommt es bei Kartoffeln meist auch zu den ersten Infektionen mit Kraut- und Knollenfäule.[5] Der Spritzstart mit Krautfäulefungiziden sollte deshalb in diesen Zeitraum fallen.